# Híbrid de te

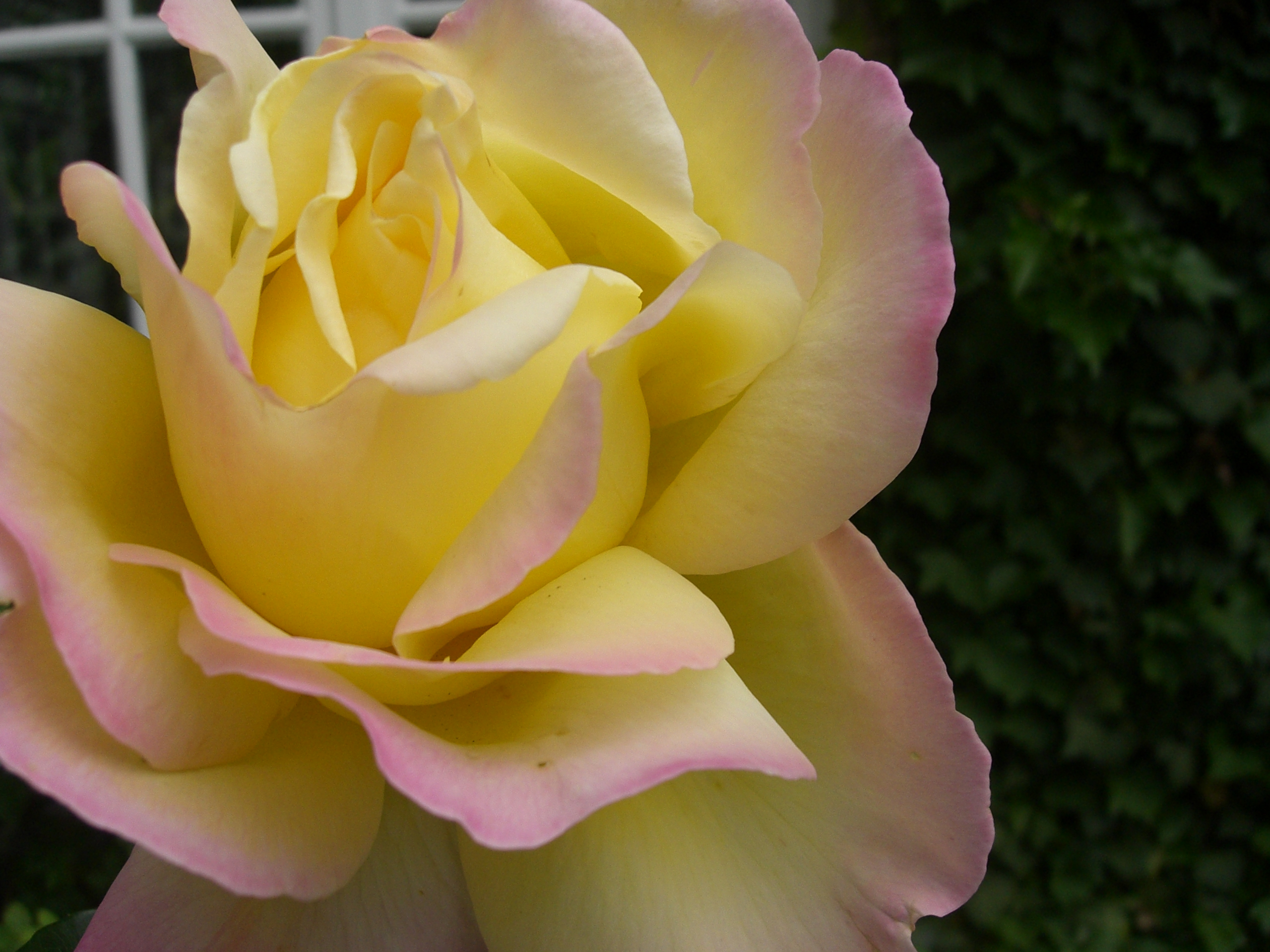
Peace rose

Un híbrid de te és un classificació informal usada en horticultura per a referir-se a un grup de roses de jardí. Van ser creades per l'encreuament de dos altres tipus de roses preexistents, els anomenats híbrids perpetus amb les roses de te. És el grup més antic dels classificats com a roses de jardí modernes.
Els híbrids de te presenten característiques intermèdies entre els seus progenitors. Així doncs són més resistents a la climatologia que les roses de te, normalment més delicades (tot i que no tant com els híbrids perpetus) i també presenten més tendència a reflorir durant la mateixa temporada que els híbrids perpetus (que tot i el seu nom no refloreixen contínuament), però no arriben a la floració constant de les roses de té.
Les flors dels híbrids de te tenen bona forma, amb les poncelles afusades i tiges llargues, rectes i erectes. Cada flor pot créixer fins a 8-12 cm d'amplada. Els híbrids de te són el tipus de rosa més popular del món pel seu color i forma de la flor. El fet que aquests rosers produeixen tiges amb una sola flor damunt de tiges llargues i rectes ha fomentat el se ús com a flor tallada.
L'hàbit dels roses híbrids de te tendeix a ser erecte i arriben entre 0,75 i 2 metres d'alçada segons el cultivar, les condicions de cultiu i la poda a la qual se sotmeten.

## Història

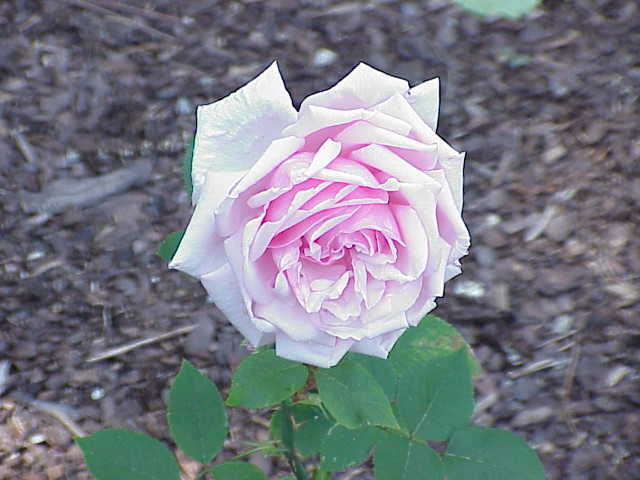
'La France', considerat el primer roser híbrid de te

### Inicis
Hom accepta que el primer híbrid de te va ser 'La France' que va ser creada per Jean-Baptiste Guillot a Lió (França), el 1867. Aquest híbrid és el resultat de l'encreuament d'un híbrid perpetu, 'Madame Victor Verdier', i un roser de te, 'Madame Bravy', d'aquí el nom del grup de roses. Aquesta rosa encara es troba en vivers especialitzats en roses antigues.
D'aquests inicis dels híbrids de te també van sorgir altres cultivars com ara 'Lady Mary Fitzwilliam' (Bennett, 1883), 'Souvenir of Wootton' (John Cook, 1888) i 'Mme. Caroline Testout', creada per Joseph Pernet-Ducher el 1890. Però no va ser fins a l'any 1900 que aquest mateix rosarista va obtenir 'Soleil d'Or' que originaria el grup anomenat de roses Pernetianes i que en anys posteriors introduirien una revolució en els híbrids de te.

### Roses Pernetianes

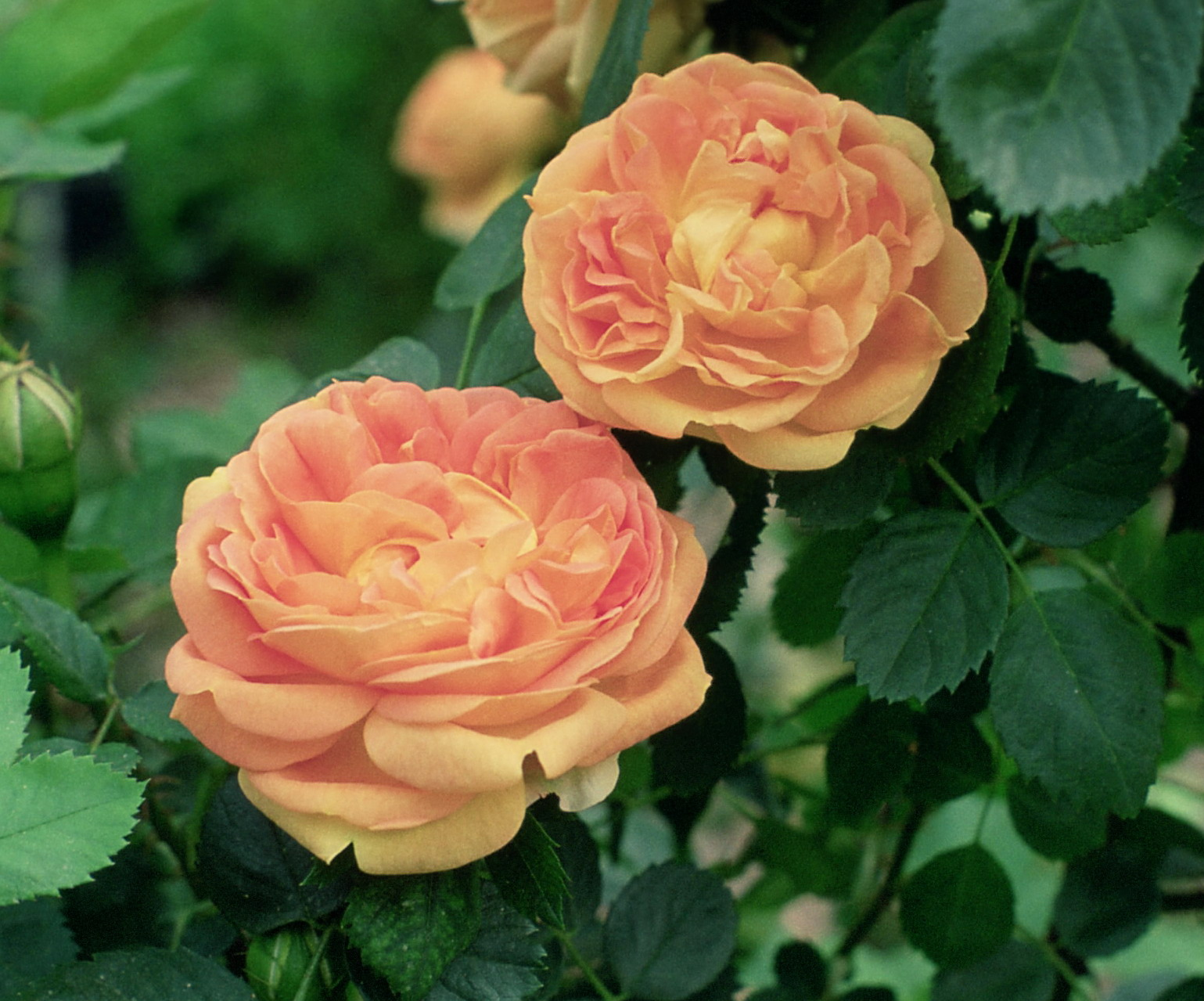
'Soleil d'Or'

Joseph Pernet-Ducher va encreuar una plàntula, derivada d'una llavor d'Antoine Ducher (híbrid perpetu, Ducher, 1866) amb una varietat de la rosa silvestre Rosa foetida. D'aquesta manera introduïa els gens que permeten els colors grocs i l'espectre de tons de les roses s'amplià: groc intens, albercoc, coure, taronja, vermell viu, lavanda, gris i fins i tot marró van ser possibles des d'aquell moment.
Aquesta classe, les Pernetianes or Híbrids de Foetida van creuar-se amb els híbrids de te donant a aquests últim una gran varietat de colors cosa que contribuí al seu fenomenal èxit durant el segle xx. Aquests colors, però, van anar acompanyats de certs desavantatges: l'herència de R. foetida també els afectà afegint la seva tendència a patir malalties, a no tenir perfum i a ser poc tolerants amb la poda.
Oficialment les roses Pernetianes es van incloure dins els híbrids de té el 1930 i a partir d'aleshores no es consideren un grup a part.

### Domini dels híbrids de te
Des dels anys 20 doncs, el mercat de les roses ha estat dominat pels híbrids de te. Pel que fa a les roses de jardí aquest grup va dominar el cultiu dels dels inicis fins a gairebé el final del segle. Tot i així el seu desenvolupament va alentir-se momentàniament durant la Segona Guerra Mundial, especialment a Europa, i es va reprendre amb força en acabar-se. Fou llavors quan es va introduir un dels híbrids de te més populars, Madame A. Meilland creat per Francis Meilland, una de les varietats més plantades arreu.

### Grandiflora
El grup de les Grandiflores (del llatí "flor gran") va ser una classe de rosers creada a mitjans del segle XX per a designar l'encreuament entre els híbrids de te i les floribundes i que no encaixaven del tot en aquestes categories. De fet, va ser creada expressament per a la varietat 'Queen Elizabeth' que va ser introduïda al mercat el 1954. Normalment els arbusts de Grandiflora són més grans que els dels híbrids de te o les floribundes i presenten flors de tipus híbrid de té però en grups de tres o cinc com les floribundes. Aquests rosers van ser populars els anys 1950 als 1980 però no són tan comuns en l'actualitat. Alguns exemples són: 'Queen Elizabeth', 'Comanche,' 'Montezuma'. De fet, aquesta categoria només té un cert ús als EUA i no s'aplica a Europa, on en cada cas es classifiquen aquestes varietats entre els híbrids de té i les floribundes.(ref)

### Actualitat
En els últims anys i diversos factors han fet que no siguin els rosers més plantats, especialment per part dels jardiners paisatgistes: no són resistents a temperatures més baixes de les zones amb clima continental, són normalment molt erectes i amb poc fullatge i no sempre resistents a les malalties com d'altres grups de roses. Tot i això continua sent el tipus estàndard de la indústria floral i també el favorit en petits jardins formals i en els roserars.

## Propagació
La propagació es fa normalment per empelt d'ullet, en la qual es fa créixer una gemma d'una varietat determinada sobre una branca de roser, normalment silvestre, que posseeix un sistema radical ben format i que li aporta vigor. Un portaempelt molt usat és R. multiflora. Més recentment molts vivers, incloent-hi grans firmes com Jackson & Perkins (EUA) ofereixen híbrids de te crescuts amb les seves pròpies arrels, propagats per tant per esqueix.